# Pablo Álvarez Menéndez
Pablo Álvarez Menéndez (Montevideo, Uruguay, 7 de febrero de 1985) es un futbolista y empresario uruguayo que juega como lateral derecho o defensa central. Actualmente milita en Boston River de la Primera División de Uruguay.

## Trayectoria
Pablo Álvarez hizo su carrera formativa en el Club Nacional de Football de Uruguay, debutando en 2007 en Primera División con 22 años de edad con Daniel Carreño como entrenador. Jugó sólo 6 meses en el primer equipo, porque pronto fue transferido a la Reggina por 700.000 dólares.
En su pasaje por Europa, disputó sus primeras dos temporadas en la Reggina, que luego lo cedió a préstamo a Wisła Kraków de Polonia y a Panserraikos de Grecia en la tercera y cuarta temporada respectivamente. Luego el futbolista quedó en condición de libre y retornó a Uruguay, donde volvió a fichar por el club donde se inició.
El 19 de enero de 2015 se confirmó su llegada a Universidad Católica de Chile para suplir al lesionado defensor Stefano Magnasco.

## Estadísticas

### Clubes
| Club                         | Div.          | Temporada     | Liga  | Liga  | Copas nacionales | Copas nacionales | Torneos internacionales | Torneos internacionales | Total | Total | Media goleadora |
| Club                         | Div.          | Temporada     | Part. | Goles | Part.            | Goles            | Part.                   | Goles                   | Part. | Goles | Media goleadora |
| ---------------------------- | ------------- | ------------- | ----- | ----- | ---------------- | ---------------- | ----------------------- | ----------------------- | ----- | ----- | --------------- |
| Nacional · Uruguay           | 1ª            | 2006-07       | 12    | 0     | —                | —                | 9                       | 0                       | 21    | 0     | 0.00            |
| Reggina Calcio · Italia      | 1ª            | 2007-08       | 12    | 0     | 2                | 0                | —                       | —                       | 14    | 0     | 0.00            |
| Reggina Calcio · Italia      | 1ª            | 2008-09       | 9     | 0     | 2                | 0                | —                       | —                       | 11    | 0     | 0.00            |
| Reggina Calcio · Italia      | Total club    | Total club    | 21    | 0     | 4                | 0                | 0                       | 0                       | 25    | 0     | 0.00            |
| Wisła Kraków · Polonia       | 1ª            | 2009-10       | 26    | 0     | 4                | 0                | —                       | —                       | 30    | 0     | 0.00            |
| Wisła Kraków · Polonia       | Total club    | Total club    | 26    | 0     | 4                | 0                | 0                       | 0                       | 30    | 0     | 0.00            |
| Panserraikos · Grecia        | 1ª            | 2010-11       | 16    | 0     | —                | —                | —                       | —                       | 16    | 0     | 0.00            |
| Panserraikos · Grecia        | Total club    | Total club    | 16    | 0     | 0                | 0                | 0                       | 0                       | 16    | 0     | 0.00            |
| Nacional · Uruguay           | 1ª            | 2011-12       | 2     | 0     | —                | —                | —                       | —                       | 2     | 0     | 0.00            |
| Nacional · Uruguay           | 1ª            | 2012-13       | 22    | 1     | —                | —                | 10                      | 0                       | 32    | 1     | 0.03            |
| Nacional · Uruguay           | 1ª            | 2013-14       | 22    | 0     | —                | —                | 5                       | 0                       | 27    | 0     | 0.00            |
| Nacional · Uruguay           | Total club    | Total club    | 58    | 1     | 0                | 0                | 24                      | 0                       | 82    | 1     | 0.01            |
| Universidad Católica · Chile | 1ª            | 2014-15       | 8     | 0     | —                | —                | —                       | —                       | 8     | 0     | 0.00            |
| Universidad Católica · Chile | 1ª            | 2015-16       | 3     | 0     | 3                | 0                | 2                       | 0                       | 8     | 0     | 0.00            |
| Universidad Católica · Chile | Total club    | Total club    | 11    | 0     | 3                | 0                | 2                       | 0                       | 16    | 0     | 0.00            |
| Boston River · Uruguay       | 1ª            | 2016          | 11    | 0     | —                | —                | —                       | —                       | 11    | 0     | 0.00            |
| Boston River · Uruguay       | Total club    | Total club    | 11    | 0     | 0                | 0                | 0                       | 0                       | 11    | 0     | 0.00            |
| Total carrera                | Total carrera | Total carrera | 143   | 1     | 11               | 0                | 26                      | 0                       | 180   | 1     | 0.01            |
| 1. 2. 3.                     |               |               |       |       |                  |                  |                         |                         |       |       |                 |

## Palmarés

### Títulos nacionales
| Título              | Equipo   | País    | Año     |
| ------------------- | -------- | ------- | ------- |
| Campeonato Uruguayo | Nacional | Uruguay | 2011-12 |
| Torneo Apertura     | Nacional | Uruguay | 2014    |
| Campeonato Uruguayo | Nacional | Uruguay | 2014-15 |